# Bonbonjär

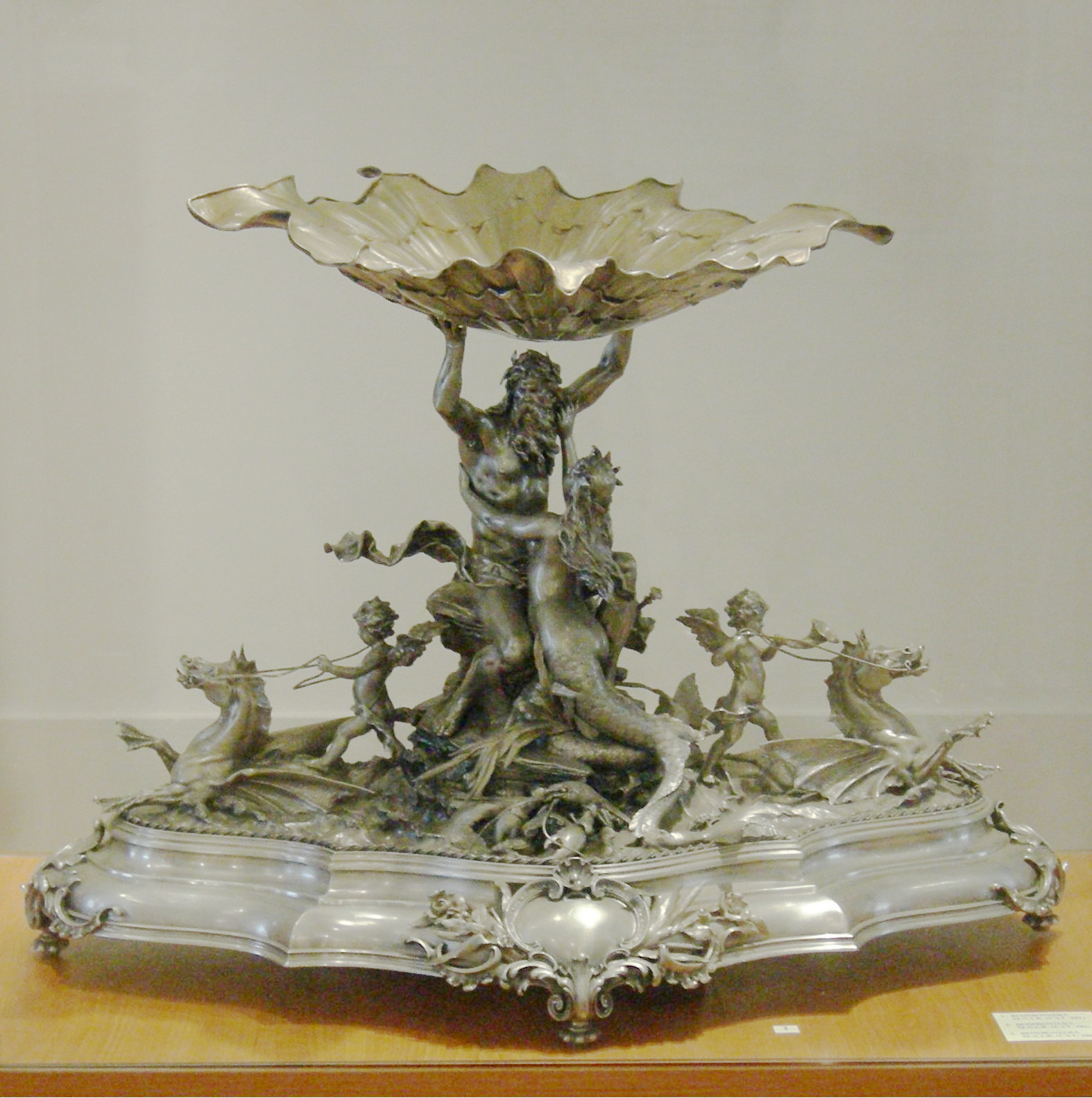
En tom bonbonjär

Bonbonjär är en ask eller dosa att servera och förvara karameller i. Bonbonjärer tillverkades i silver, tenn, glas eller keramik.
En godisskål med lock som står framme är en bonbonjär.

## Bilder

Bonbonnière, 1700-tal.
Bonbonnière, 1760-tal.
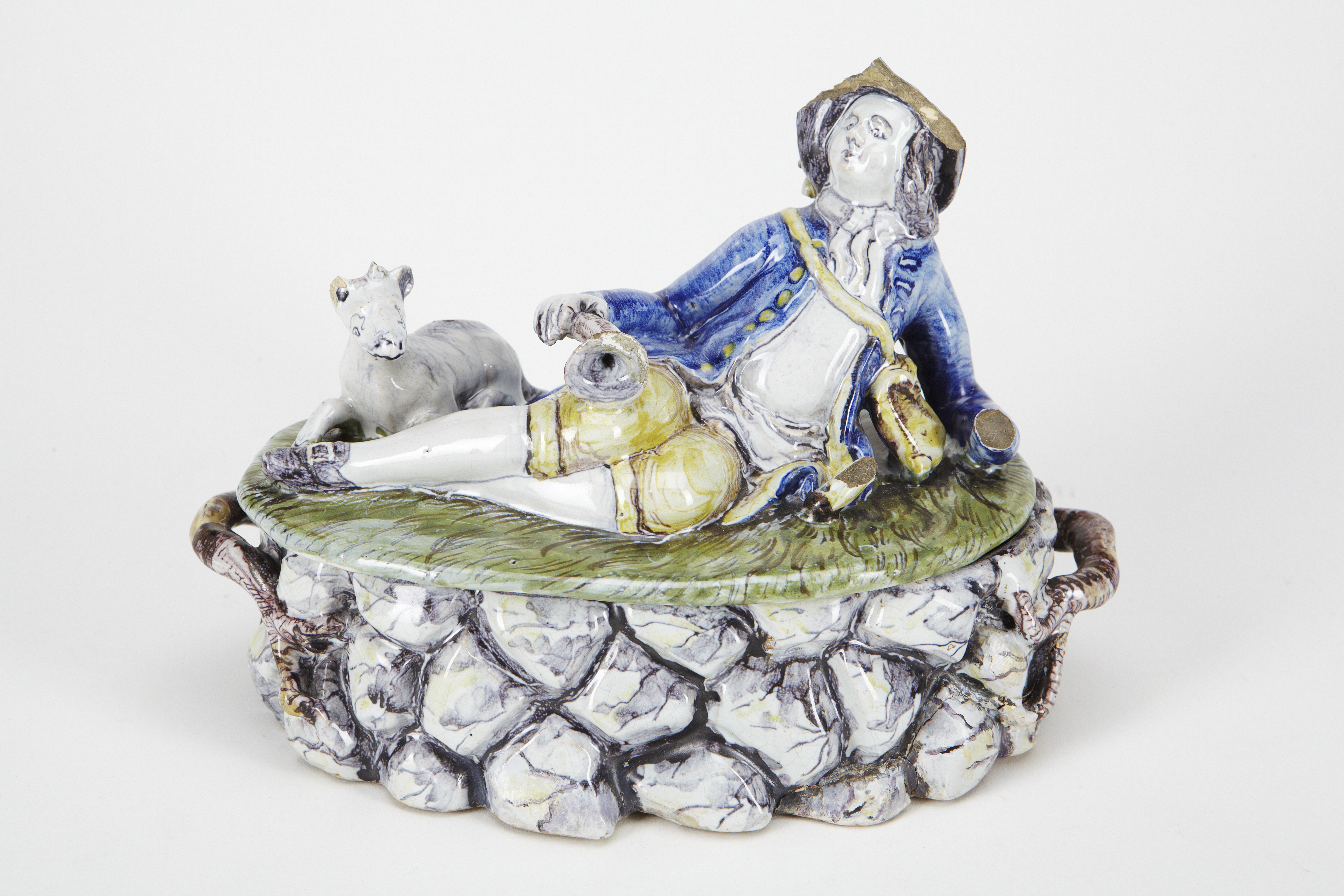
Bonbonnière, 1773-1776.